# Gemma D'Alba
Gemma D'Alba, pseudonimo di Gemma Spigariol (Treviso, 13 luglio 1917 – Roma, 2 febbraio 2011), è stata un'attrice italiana.

## Biografia
È stata un'attrice del cinema italiano tra la fine degli anni trenta e i primi anni quaranta. Dal 1938 al 1942 partecipa a nove film (in uno, Forse eri tu l'amore, del 1939, è tra le attrici protagoniste) prima di sparire dalle scene senza lasciare traccia di sé.

## Filmografia
- Pietro Micca, regia di Aldo Vergano (1938)
- Le educande di Saint-Cyr, regia di Gennaro Righelli (1939)
- Cento lettere d'amore, regia di Max Neufeld (1940)
- Forse eri tu l'amore, regia di Gennaro Righelli (1940)
- I mariti (Tempesta d'anime), regia di Camillo Mastrocinque (1941)
- Il re si diverte, regia di Mario Bonnard (1941)
- L'elisir d'amore, regia di Amleto Palermi (1941)
- Pia de' Tolomei, regia di Esodo Pratelli (1941)
- Sancta Maria, regia di Pier Luigi Faraldo ed Edgar Neville (1942)